# 905
| [ Edytuj tabelę ]          |                                                |
| Król Anglii                | - 899 Edward Starszy 924                       |
| Hrabia Aragonii            | - 893 Galindo II 922                           |
| Król Armenii               | - 890 Symbat I Męczennik 913                   |
| Hrabia Barcelony           | - 897 Wilfred Borrell II 911                   |
| Książę Bawarii             | - 889 Luitpold 907                             |
| Książę Burgundii           | - 880 Ryszard I Prawodawca 921                 |
| Cesarz Bizancjum           | - 886 Leon VI Filozof 912 - 886 Aleksander 913 |
| Chan Bułgarii              | - 893 Symeon I 913                             |
| Cesarz Chin                | - 904 Tang Aidi 907                            |
| Książę Czech               | - 895 Spitygniew I 915                         |
| Władca Egiptu              | - 904 Szajban 905                              |
| Król Franków wschodnich    | - 900 Ludwik IV Dziecię 911                    |
| Król Franków zachodnich    | - 893 Karol III Prostak 922                    |
| Cesarz Japonii             | - 897 Daigo 930                                |
| Kalif                      | - 902 Al-Muktafi 908                           |
| Król Khmerów               | - 889 Jaszowarman I 910                        |
| Wielki książę Kijowa       | - 882 Oleg Mądry 912                           |
| Patriarcha Konstantynopola | - 901 Mikołaj I Mistyk 907                     |
| Król Leónu                 | - 866 Alfons III Wielki 910                    |
| Król Mercji                | - 879 Aethelred 911                            |
| Król Nawarry               | - 880 Fortún Garcés 905 - 905 Sancho I 926     |
| Król Norwegii              | - 872 Harald Pięknowłosy 930                   |
| Papież                     | - 904 Sergiusz III 911                         |
| Cesarz rzymski             | - 901 Ludwik III Ślepy 905                     |
| Książę Saksonii            | - 880 Otto Dostojny 912                        |
| Król Szkocji               | - 900 Konstantyn II 943                        |
| Doża Wenecji               | - 888 Pietro Tribuno 912                       |
| Książę Węgier              | - 896 Arpad 907                                |
| Książę wielkomorawski      | - 894 Mojmir II 906 - 894 Świętopełk II 906    |

Rok 905 / CMV
stulecia: IX wiek ~
X wiek ~
XI wiek

lata: 895 «
900 «
901 «
902 «
903 «
904 «
905
» 906
» 907
» 908
» 909
» 910
» 915

## Wydarzenia
- Europa
  - cesarz Ludwik III Dziecię został pojmany i oślepiony przez Berengara I, margrabiego Friulu; przybity klęską Ludwik wrócił do Dolnej Burgundii
- koalicja króla Asturii Alfonsa III Wielkiego i hrabiego Pallars i Ribargozy Rajmunda I strąciła z tronu króla Nawarry Fortuna Jednookiego i zastąpiła go Sancho I

## Urodzili się
- 2 września – Konstantyn VII Porfirogeneta, cesarz bizantyjski
- Abas – król Armenii